# Zizhongosaurus
Zizhongosaurus chuanchengensis is een plantenetende sauropode dinosauriër die tijdens het vroege Jura leefde in het gebied van de huidige Volksrepubliek China.

## Naamgeving en vondst
De typesoort Zizhongosaurus chuanchengensis werd in 1983 benoemd en beschreven door Dong Zhiming, Zhou Shiwu en Zhang Yihong. De geslachtsnaam is afgeleid van het district Zizhong. De soortaanduiding verwijst naar de herkomst bij het plaatsje Chuancheng, waarvan de naam weer "bootstad" betekent, van chuán, "boot" en chéngshì "stad", zo genoemd naar de locatie op een berg in de vorm van een boot, de Yuezhongloushan.
Het typespecimen bestaat uit drie syntypen, V9067.1-3, die gevonden zijn in lagen van of de Da'anzhaiformation of de Xintiangouformatie die dateren uit respectievelijk of het late vroege Jura of het vroege middelste Jura, Toarcien of Aalenien, ongeveer 180 of 170 miljoen jaar oud. V9067.1 is de bovenkant van een ruggenwervel, V9067.2 een opperarmbeen en V9067.3 een schaambeen. Alle drie de botten stammen hoogstwaarschijnlijk van een enkel individu.
Li Kui noemde in 1999 in een soortenlijst die naar zijn ongepubliceerde proefschrift verwees een tweede soort: Zizhongosaurus huangshibanensis maar dat is tot nu toe een onbeschreven nomen nudum gebleven.
In 2004 werd in The Dinosauria gemeld dat Mamenchisaurus fuxiensis ook wel als een Zizhongosaurus fuxiensis aangeduid wordt.

## Beschrijving
Zizhongosaurus is een vrij kleine soort, naar schatting ongeveer negen meter lang. Het wervelfragment is ongeveer vijftien centimeter hoog. De beschrijvende auteurs konden enkele onderscheidende kenmerken vaststellen:
- De voorpoten zijn relatief lang met een recht opperarmbeen waarvan de schacht een ronde doorsnede heeft
- De wervelboog draagt een hoog doornuitsteeksel dat zich naar boven toe verbreedt, iets naar voren gericht is en een holle achterkant heeft.
- De zijden van het doornuitsteeksel zijn verticaal gegroefd.
- De diapofysen, zijuitsteeksels, van de wervel zijn welgevormd en maken een rechte hoek met het verticale vlak.
- Een hyposfeen, een naar achteren en onderen gericht uitsteeksel dat een secundair achterste gewrichtsvlak vormt, is aanwezig.

De diapofyse van de wervel heeft een lepelvormig uiteinde. Het opperarmbeen heeft aan de bovenste binnenzijde een driehoekige richel, iets wat typerend is voor basale Sauropodomorpha. Het schaambeen is smal en plat, zoals kenmerkend voor sauropoden. De wervels missen pleurocoelen, pneumatische uithollingen van de zijwanden.

## Fylogenie
Omdat de resten zo fragmentarisch zijn, waren de beschrijvers wat onzeker over de fylogenetische plaatsing. De vorm van het doornuitsteeksel verschilt echter duidelijk van die bij de Theropoda of Ornithischia, wat alleen de Sauropodomorpha als mogelijkheid overliet. Hoewel het opperarmbeen op een meer basale plaatsing wees, leek het schaambeen ondubbelzinnig een toewijzing aan de Sauropoda te rechtvaardigen. Daarbinnen kozen ze voorlopig voor de Cetiosaurinae. Latere onderzoekers meenden echter dat het ging om een lid van de Vulcanodontidae of de Shunosaurinae. Wegens de beperkte gegevens wordt de soort tegenwoordig meestal als een nomen dubium beschouwd.